# Crosseana
Crosseana is een geslacht van weekdieren uit de klasse van de Gastropoda (slakken).

## Soorten
- Crosseana crosseana (Gassies, 1874)
- Crosseana fallax (Haase & Bouchet, 1998)
- Crosseana melanosoma (Haase & Bouchet, 1998)